# Вольфсбург II
«Вольфсбург II» (нем. Wolfsburg II) — немецкий футбольный клуб из города Вольфсбург, выступавший в Региональной лиге «Север». Является резервной командой клуба «Вольфсбург».
Становился победителем Региональной лиги «Север» в 2014, 2016 и 2019 годах, однако клуб уступал в стыковых матчах за право выхода в третью лигу командам «Зонненхоф Гроссаспах», «Ян Регенсбург» и «Бавария II». В мае 2021 года клуб заявил о желании нового направлении работы с молодёжью и снятии, в связи с этим, команды с чемпионата после сезона.